# Принцип Ауфбау

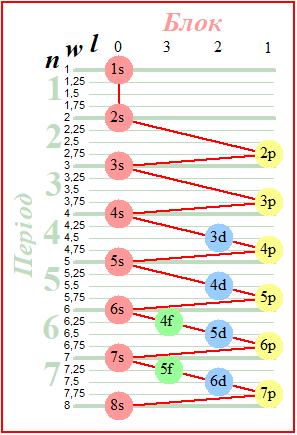
Періодична система хімічних елементів побудована за принципом Ауфбау та повним квантовим числом.

Принцип Ауфбау, Принцип нарощування" (англ. Aufbau principle, нім. Aufbauprinzip, від німецького Aufbauprinzip, що означає «принцип нарощування») — правило, що визначає послідовність заповнення електронами електронних орбіталей.

## Вступ
Принцип Ауфбау відомий також як:
- Правило Маделунга (за Ервіном Маделунгом)
- Правило Джанет (за Чарльзом Джанет)
- Правило Клечковського (за Всеволодом Клечковським[2].)
- Правило Вісвессера (за Вільямом Вісвессером)
- правило aufbau або
- діагональне правило[3]

Принцип Ауфбау — це базис періодичної системи хімічних елементів, який полягає в тому, що в основному стані атома, або іона, електрон спочатку займає енергетичний рівень з найменшою доступною енергією, яка визначається повним квантовим числом {\displaystyle w=n+3l/4}, де {\displaystyle n} — головне квантове число, яке визначає період, {\displaystyle l} — азимутальне квантове число, яке визначає блок в структурі періодичної системи.

Схематична послідовність заповнення електронних рівнів

Вважається, що електрони першопочатково займають орбіталі із меншою енергією рівня, яку характеризує головне квантове число. Тому, згідно з цим правилом, послідовне заповнення орбіталей відбувається по мірі зростання для них суми головного та орбітального квантових чисел (n+l). А за умови рівності цієї суми першою заповнюється орбіталь із меншим значенням головного квантового числа.
Наприклад, 4s-підрівень (n=4, l=0) заповнюється перед 3d-підрівнем (n=3, l=2). А 4p-підрівень (n=4, l=1), маючи однакову із 3d-підрівнем суму квантових чисел, заповнюватиметься після нього, оскільки має більше головне квантове число.

## Історія
Всі процеси у фізиці, хімії, біології та техніці відбуваються за фундаментальним принципом мінімуму потенціальної енергії, який вказує напрямок переміщення системи. В квантовій механіці це принцип мінімальності енерґії. При цьому енергія вивільнюється у вигляді кванта світла. Для атомів електрони спочатку заповнюють рівні з найменшою потенційною енергією. Цей принцип був сформульований Нільсом Бором на початку 1920-х років, як принцип Ауфбау, що означає «принцип нарощування». Але з практичною реалізацією цього принципу виникли проблеми через те, що за теорією Шредінгера енергію електронного рівня визначає головне квантове число {\displaystyle n}, а заповнення електронних оболонок складних атомів відбувається по іншому.
Щоб вирішити цю невідповідність у 1945 році американський хімік Вільям Вісвессер запропонував заповнювати блоки в порядку зростання значень функції:
{\displaystyle W(n,l)=n+l-{\frac {l}{l+1}}.}
У 1962 році російський агрохімік В. М. Клечковський запропонував правило за яким послідовне заповнення блоків відбувається в міру зростання суми головного та орбітального квантових чисел {\displaystyle (n+l)} та зробив теоретичне пояснення важливості цього правила на основі рівняння Томаса — Фермі. Однак, це були емпіричні правила, яки описували лише відхилення будови атома від принципу Ауфбау. У 2023 році український фізик О. Кучеров та А.  Мудрик знайшли енергію електронних рівнів складних атомів, яка повністю відповідає принципу Ауфбау. Для цього до рівняння Шредінгера окрім електричного потенціалу, що характеризується головним квантовим числом {\displaystyle n}, було додано магнітний потенціал, що створюється магнітним полем обертального руху електронів і характеризується азимутальним квантовим числом {\displaystyle l}.
В результаті для енергетичного рівня складного атома було знайдено наступне рішення:
{\displaystyle E_{n}l=-{\frac {R}{(n+3l/4)^{2}}}};
де {\displaystyle R} — стала Рідберга.
Отже, енергію атомів періодичної системи визначає повне квантове число {\displaystyle w}:
{\displaystyle w=n+3l/4} у відповідності з принципом Ауфбау. Тобто, групу визначає головне квантове число {\displaystyle n}, блок визначає азимутальне квантове число {\displaystyle l}.

## Електронна конфігурація
Електронна конфігурація — послідовність розташування електронів на різних електронних оболонках атома хімічного елемента:
| 1s2 | 2s2 | 2p6 | 3s2 | 3p6 | 4s2 | 3d10 | 4p6 | 5s2 | 4d10 | 5p6 | 6s2 | 4f14 | 5d10 | 6p6 | 7s2 | 5f14 | 6d10 | 7p6 |

Наявність азимутального квантового числа {\displaystyle l} у повному квантовому числі {\displaystyle w} призводить до того, що лише блоки s2  та p6 з'являються у своєму періоді, в той час, як блок d10 з'являється на один період пізніше, а блок f14 — на два. Саме так побудована періодична система хімічних елементів.
Квантовомеханічною основою Принципа Ауфбау є те, що заповнення електронних рівнів атомів відбувається за принципом мінімуму потенціальної енергії відповідно до повного квантового числа {\displaystyle w=n+3l/4}.
Додатково, на кожній з орбіталей не може бути більше від двох електронів (виконується принцип Паулі), а також при розміщенні електронів на вироджених орбіталях, вони спочатку займають кожну вакантну орбіталь по одному електронові, а лише потім паруються (виконується правило Гунда).